# Rónay Zoltán
Rónay Zoltán (1888. május 30. – 1920. október 14.) válogatott labdarúgó, csatár.

## Pályafutása

### Klubcsapatban
1908 és 1913 között játszott a Ferencvárosban. Háromszoros bajnok és egyszeres Ezüstlabda győztes a csapattal. Utolsó tétmérkőzését 1910. november 13-án játszotta a Fradiban, a MAC elleni bajnoki mérkőzésen, ahol 3–0-ra kapott ki csapatával. Utolsó mérkőzése 1913 áprilisában volt. A Fradiban összesen 40 mérkőzésen szerepelt (18 bajnoki, 13 nemzetközi, 9 hazai díjmérkőzés) és 15 gólt szerzett (8 bajnoki, 7 egyéb). Az első világháborúban katonai szolgálatot teljesített, az orosz fronton harcolt, ahol hadifogsága került. 1918-ban a fogságból súlyos betegen tért haza és azonnal járványkórházba került és két héten belül meghalt, anélkül, hogy szerettei közül bárkit is láthatott volna.

### A válogatottban
1908-ban egy alkalommal szerepelt a válogatottban.

## Sikerei, díjai
- Magyar bajnokság
  - bajnok: 1908–09, 1909–10, 1910–11
  - 2.: 1907–08
- Ezüstlabda
  - győztes: 1908

## Statisztika

### Mérkőzése a válogatottban
| Magyarország | Magyarország     | Magyarország               | Magyarország | Magyarország | Magyarország | Magyarország | Magyarország | Magyarország |
| #            | Dátum            | Helyszín                   | Hazai        | Eredmény     | Vendég       | Kiírás       | Gólok        | Esemény      |
| ------------ | ---------------- | -------------------------- | ------------ | ------------ | ------------ | ------------ | ------------ | ------------ |
| 1.           | 1908. június 10. | Budapest, Millenáris-pálya | Magyarország | 0 – 7        | Anglia       | barátságos   | -            |              |
|              | Összesen         |                            |              | 1            | mérkőzés     |              | 0            | gól          |